# Gardabani (región)
Gardabani (en georgiano: გარდაბანი) era una región histórica en la Georgia medieval, en el extremo sureste del país, centrada en la fortaleza de Junani. Este territorio se corresponde aproximadamente a un distrito que se encuentra al sur de Tiflis, al oeste del río Mtkvari. No obstante era más extensa, incluyendo también parcialmente las cuencas de los ríos Zəyəmçay, Tovuzçay y Agstev en la actual Azerbaiyán. La frontera norte de la región era el río Kurá y la frontera sur, el río Zəyəmçay.
La geografía histórica de Gardabani ha causado cierta confusión porque los escritores georgianos medievales puesto que llaman 'Gardabani' tanto al territorio ibérico de Gardabani como al principado albanés de  Gardman. Aunque estas dos regiones poco tienen que ver, la homonimia puede deberse a una ocupación temprana de ambos territorios por un grupo étnico que dejó en ellos su huella onomástica.

## Historia
Desde el siglo VIII, la nobleza de Gardabani participó activamente en la política interna del principado de Kajetia, y más tarde, de 837 a 881, asume el poder la dinastía Donauri de Gardabani en el principado de Kajetia. Desde el surgimiento del principado de Kajetia en el siglo VIII, se han incluido las regiones de Gardabani y Kujeti además del territorio actual de Kajetia. Después de la unificación del reino de Georgia, Gardabani perteneció al saeristavo de Gagi en los siglos XII y XIII.
Por el dominio de la nobleza de Gardabani sobre Kajetia durante el siglo IX se la conoce con frecuencia como 'Gardabani' en las crónicas georgianas.